# Rose Tapley
Rose Elizabeth Tapley, née le 30 juin 1881 à Salem (Massachusetts) et morte le 23 février 1956 à Los Angeles (Californie), est une actrice américaine.

## Filmographie
Rose Tapley joue sur scène de 1900 à 1909. Son premier engagement théâtral est avec la Myron B. Rice Company, en tant que Bernice par exemple, dans My Friend From India. Elle joue avec des acteurs populaires de l'époque, tels que Richard Mansfield, Chauncey Olcott, E.H. Sothern et J.H. Stoddard. Avec Mansfield, Rose joue dans Beau Brummel, Monsieur Beaucaire, A Parisian Romance et First Violin. L'un de ses rôles les plus connus est dans The Sign of the Cross.
Sa première apparition cinématographique date de 1905. Tapley devient célèbre grâce au film de Thomas Alva Edison, Wanted a Wife. Peu de temps après, elle joue dans The Money Kings. Elle signe un contrat avec l'ancienne Vitagraph Company en mai 1909, devenant ainsi la première grande leading lady du cinéma. Elle travaille pour Vitagraph, Famous Players-Lasky et Fox Film jusqu'à sa retraite en 1931. Elle a notamment joué dans The Way of the Cross (1909), A Midsummer Night's Dream (1909), The Cave Man (1912), Every Inch A Man (1912), Mr Jarr and the Society Circus (1915), Her Majesty (1922), God's Great Wilderness (1927), His First Command (1929) et Resurrection (1931).
Tapley a souvent été appelée la mère des films (en anglais : « Mother of Movies »). Durant toute sa vie, Rose Tapley a tourné dans 182 films.

## Filmographie partielle
- 1905 : Wanted a Wife de Thomas Alva Edison
- 1909 : The Money Kings
- 1909 : The Way of the Cross,
- 1909 : A Midsummer Night's Dream ,
- 1912 : La Croix de Victoria : la reine Victoria
- 1912 : The Cave Man
- 1912 : Every Inch A Man
- 1915 : Mr Jarr and the Society Circus
- 1922 : Her Majesty
- 1923 : Java Head de George Melford
- 1925 : The Redeeming Sin de James Stuart Blackton
- 1927 : God's Great Wilderness
- 1929 : His First Command
- 1931 : Resurrection d'Edwin Carewe